# 林吉阿里 (澳大利亞國會選區)

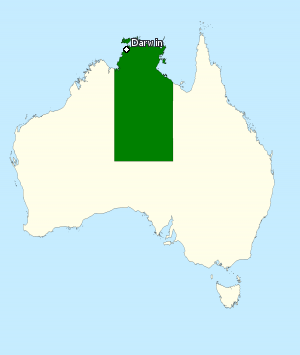
林吉阿里選區

林吉阿里選區（英語：Division of Lingiari）是澳大利亞北領地的下議院選區，包括達爾文港以外的北領地廣大地區、印度洋上的聖誕島和科科斯（基林）群島。
面積1,352,731平方公里。

## 歷史
選區始於2000年，選區名紀念原住民權利活動家文森特·林吉阿里，他是Gurindji民族的成員。澳大利亞原住民的名字命名的其他部門正在名為Bennelong在新南威爾士州，布萊爾和邦納在昆士蘭州，和庫珀和尼科爾斯在維多利亞。本區是工黨的安全選區。自創設以來當區的議員是沃倫·斯諾登。
在2004年大選時，林吉阿里選區共有58,205人參加投票，使其成為澳大利亞人口最少的分區之一。它是澳大利亞最大比例的原住民人口。截至2013年大選，該國人口的42.7％為原住民。
該選區是2000年12月21日重新分配前北領地分部時成立的兩個部門之一。覆蓋了幾乎整個北領地，除了所羅門分部所覆蓋的達爾文周圍地區以外，面積為1,347,849平方公里（520,407平方英里）。
就面積而言，它是該國第二大面積選區，
最大的選區是西澳大利亞的杜拉克。該選區還包括聖誕島和科科斯（基林）群島。

## 議員列表
|  | 圖片 | 議員                        | 政黨 | 任期                          | 註記                                                       |
|  | ---- | --------------------------- | ---- | ----------------------------- | ---------------------------------------------------------- |
|  |      | 華倫·斯諾登 (1950–)         | 工黨 | 2001年11月10日– 2022年4月11日 | 此前在北領地工作。曾在陸克文和吉拉德政府任部長。现已退休。 |
|  |      | 瑪麗恩·史克瑞姆古爾 (1960–) | 工黨 | 2022年4月11日至今             | 此前曾任北領地立法議會阿拉弗拉席位。現任。                 |